# Dedačov
Dedačov es un municipio del distrito de Humenné en la región de Prešov, Eslovaquia, con una población estimada a final del año 2024 de 156 habitantes.
Se encuentra ubicado al sureste de la región, cerca de los ríos Cirocha y Laborec (cuenca hidrográfica del río Tisza) y de la frontera con la región de Košice.

## Demografía
| Año        | 1994 | 2004    | 2014    | 2024    |
| ---------- | ---- | ------- | ------- | ------- |
| Población  | 159  | 174     | 171     | 156     |
| Diferencia |      | +9,43 % | −1,72 % | −8,77 % |

| Año        | 2023 | 2024 |
| ---------- | ---- | ---- |
| Población  | 156  | 156  |
| Diferencia |      | +0 % |